# Schlagflug

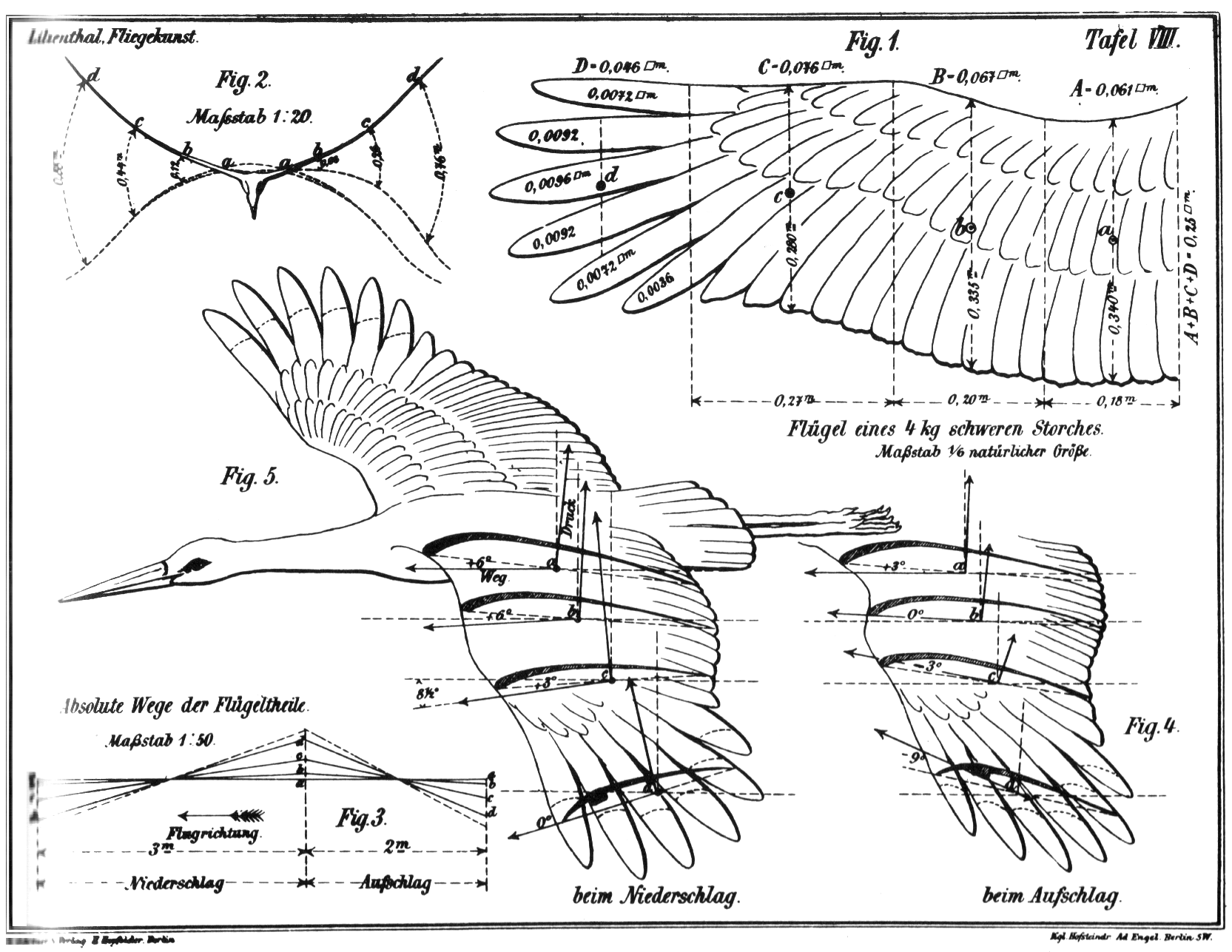
„Unsere Lehrmeister im Fluge“, Zeichnung von Otto Lilienthal im Buch „Der Vogelflug als Grundlage der Fliegekunst“ von 1889

Der Schlagflug, auch Ruderflug, Kraftflug oder Flatterflug, ist eine Flugtechnik, die von Vögeln und Fledertieren verwendet wird. Jedes Auffliegen vom Erdboden oder von der Wasseroberfläche erfordert die Beherrschung dieser Flugtechnik. Durch abwechselndes Auf- und Abschlagen der Flügel wird dabei gleichzeitig Vortrieb und dynamischer Auftrieb erzeugt, hauptsächlich indem der Anstellwinkel der Arm- und Handteile des Flügels bei Auf- und Abschlag verändert wird.
Als dritte Gruppe der Wirbeltiere verwendeten die Flugsaurier diese Art zu fliegen. Die Evolution dieser Flugtechnik bei den Insekten und den drei Wirbeltiergruppen ist unabhängig voneinander (konvergent) erfolgt. Insekten nutzen zwar auch schlagende Flügel. Durch die sehr viel kleineren Abmessungen und damit verbundener kleinerer Reynoldszahl unterscheidet sich der Insektenflug jedoch deutlich vom Schlagflug der Vögel und Fledertiere.
Die technische Nachbildung des Schlagflugs mit Hilfe von Ornithoptern ist bisher nur für eher kleine Flugmodelle gelungen. In diesem Bereich wird oft die Bezeichnung Schwingenflug verwendet.

## Vögel
Der Schlagflug wird in zwei Phasen unterteilt:
- Niederschlag (Abschlag): Dabei werden die Flügel mit großer Kraft nach unten-vorne geschlagen. Die Armschwingen nahe am Rumpf sorgen dabei für den Großteil des Auftriebs. Die Handschwingen erzeugen durch eine schnell abwärts schwenkende Bewegung den Vortrieb. Die Handschwingen sind weitgehend geschlossen. Der Niederschlag ist die hauptsächlich für Auftrieb und Vortrieb verantwortliche Flügelbewegung.
- Aufschlag: Arm- und Handflügel werden angewinkelt nach hinten-oben geführt. Die Handschwinge schwenkt dabei so, dass ihr Profil einen kleinen Anstellwinkel zur anströmenden Luft bildet. Bei kleineren Vögeln werden die äußeren Handschwingen während dieser Aufwärtsbewegung jalousieartig aufgelockert und die Flügel fast vollständig eingefaltet und dicht am Körper nach hinten-oben geführt, wo das Entfalten der Flügel erfolgt. Dabei fällt der Auftrieb während der Aufschlagphase weg, was durch eine raschere Folge der Flügelschläge ausgeglichen wird.

Der Flügelschlag umschließt also eine von hinten oben nach vorn unten weisende Ellipse. Dabei führen die Handschwingen eine größere Bahn (Winkel) aus als der Arm. Stetig ändert sich die Stellung und die Form des Flügels. Beim Abschlag weist die Vorderkante nach schräg unten, beim Aufschlag nach schräg oben. Durch den Flügelschlag wird eine zur Schlagrichtung entgegengesetzte Kraft erzeugt. Schlagwind und Fahrtwind ergibt den kräftewirksamen Anblaswind. Durch die geänderte Flügelstellung beim Auf- und Abschlag kann dieser so angreifen, dass in beiden Schlagphasen Auftrieb erzeugt wird, wobei der Aufschlag einen deutlich kleineren Auftrieb bewirkt. Der Vogelkörper (Rumpf) macht immer eine Gegenbewegung zu den Flügeln.
Der Schlagflug vergrößert den Energieumsatz eines Vogels abhängig von seiner Größe auf bis das Zwanzigfache des Grundumsatzes. Deshalb streuen viele Vögel zur Erholung längere Gleitphasen während des Ruderflugs ein. Zudem haben größere und schwerere Vogelarten beispielsweise mit dem Segelflug kraftsparendere Flugmethoden entwickelt, um größere Strecken zurückzulegen.
|             | Flügelschlag pro Minute | Fluggeschwindigkeit (km/h) |
| ----------- | ----------------------- | -------------------------- |
| Sperling    | 630                     | 42                         |
| Turmfalke   | 300                     | 75                         |
| Mauersegler | 710                     | 130                        |

Der Ruderflug ist die häufigste aktive Flugart der Vögel.

## Fledertiere
Der Flügelniederschlag entspricht vom Prinzip her dem der Vögel. In der Aufschlagsphase werden jedoch Ober- und Unterarm gebeugt und an den Körper herangezogen, wodurch sich der Flügel verkürzt. Hierbei verformt sich der Handflügel kaum, die Führungskante des Flügels bleibt gerade. Eine Bewegung wie bei Vögeln ist nicht möglich, da sich sonst die Flugmembran aufblähen und Widerstand erzeugen würde.

## Technische Nachbildung des Schlagfluges
Die Versuche durch Leonardo da Vinci, ein technisches Flugobjekt zu konstruieren, orientierten sich eng am Schlagflug der Vögel. Später haben sich andere Prinzipien als praktikabler erwiesen. Der effiziente Antrieb der Schlagflügel mit Motoren erwies sich problematisch. Bisher ist nur gelungen, den Schlagflug mit kleinen, wenige hundert Gramm schweren Geräten zu demonstrieren. Schon dies erregte zu Beginn des 2010er Jahres Aufsehen in Fachkreisen.